# Торхово (посёлок, Тульская область)
Торхово — посёлок в Тульской области России. 
В рамках организации местного самоуправления входит в городской округ город Тула, в рамках административно-территориального устройства является центром Торховского сельского округа Ленинского района Тульской области.

## География
Расположен к северо-востоку от областного центра, города Тула, на автомобильной трассе Р-132, на участке Тула — Венёв.
На востоке примыкает к селу Торхово.

## История
До 1990-х годов посёлок был центром в Торховского сельского Совета. В 1997 году стал центром Торховского сельского округа Ленинского района Тульской области.
В рамках организации местного самоуправления с 2006 до 2014 гг. включался в Медвенское сельское поселение Ленинского района, с 2015 года входит в Пролетарский территориальный округ в рамках городского округа город Тула.
На севере от села Торхово расположено Торховское городище XII—XVI ввека, являющееся кандидатом на первоначальное место расположения Тулы.

## Население
| 2002 | 2010 |
| ---- | ---- |
| 854  | ↘814 |